# Ingolf Arnarson

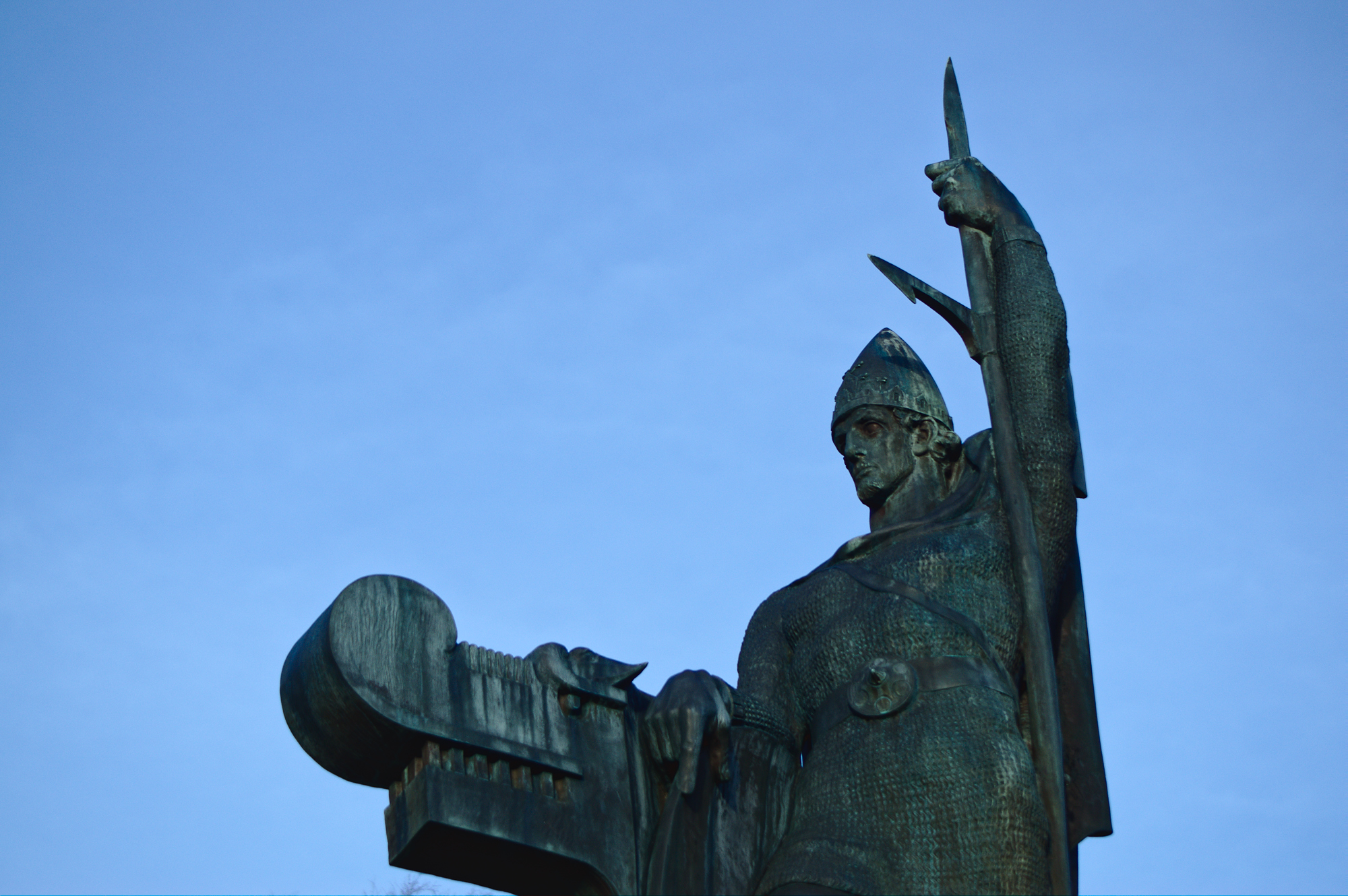
Einar Jónssons Ingolf Arnarson-staty i Reykjavik

Ingolf Arnarson (fornvästnordiska Ingólfr Arnarson) var en norsk landnamsman från Fjaler vid Dalsfjorden i Sunnfjord (Sogn og Fjordane fylke) som levde på 800-talet. Enligt islänningasagorna var han den förste nordbon som bosatte sig permanent på Island. Enligt sagorna fanns där från förut "papar" som troligen var irländska munkar och eremiter, men de drog därifrån när "hedningarna" dök upp.
Enligt Landnamsboken seglade han år 874 från Norge tillsammans med sin fosterbroder och svåger Hjörleif Hrodmarsson för att bosätta sig på Island, efter att ha fråntagits sina gods på grund av ett dråp i samband med en fejd. När han närmade sig ön kastade han sina högsätesstolpar överbord för att låta gudarna utröna var han skulle bygga sin gård. Han lät några trälar söka upp dem, men de återfann dem dock inte förrän tre år senare på en plats som han kallade Reykjavik efter rökarna från de heta källorna i närheten. Där slog han sig ned och bodde sedan till sin död. Arkeologiska fynd tyder på att det kunde ha skett något tidigare, men inte långt från det året.
Innan dess landsteg han vid det som nu heter Ingólfshöfði och Hjörleif landsteg längre västerut. Följande vår blev Hjörleif dräpt av sina iriska trälar, ("Västmän") vilka tog hans skepp och husfolk och drog till några öar söderom kusten. Då Ingolfs trälar fann Hjörleifs kropp, tog Ingolf upp jakten på dråparna och fann dem på de öar som sedan dess hetat Vestmannaeyar, och gjorde processen kort med dem. Ännu en vinter huserade Ingolf ett stycke österom Reykjavik, vid Ölfus-ån invid Ingolfsfell, innan högsätespålarna upphittades och han kunde slå ner sina bopålar. Vid Reykjavik inrättade han sedan sitt hövdingadöme, och hans son upprättade där Islands första ting. Ingolfs sonson var Torkell Måne, som var en ryktbar lagsagoman.